# Bröderhauser Berg
Der Bröderhauser Berg  ist ein 251,2 m ü. NHN hoher Berg im Wiehengebirge. Er gehört zur ostwestfälischen Gemeinde Hille im Kreis Minden-Lübbecke.

## Lage
Der Bröderhauser Berg ist die höchste Erhebung in der Gemeinde Hille und liegt zwischen den Ortschaften Oberlübbe und Bröderhausen. 
Der Bröderhauser Berg hat wie fast alle Berge im Wiehengebirge einen langgestreckten Kammgipfel (Egge) und ist von den westlich anschließenden Gipfeln nur durch Dören getrennt. Daher wird der Berg nicht nur bedingt als markanter Gipfel wahrgenommen. 700 Meter nordwestlich des Berges liegt der Oberlübber Bergsee.

## Tourismus
Nahe dem Gipfel befindet sich eine kleine Schutzhütte. Über den Berg verlaufen der Wittekindsweg und der E11. Südlich des Gipfels verlaufen der Mühlensteig und der Nikolausweg.